# Julep
Il termine julep si riferisce a una famiglia di cocktail il cui ingrediente essenziale sono le foglie di menta fresca. La menta viene di solito schiacciata nel bicchiere con un pestello di legno talvolta assieme a zucchero, limone o lime. La bevanda viene poi completata con ghiaccio ed un alcolico, per esempio il rum o il bourbon.

## Cocktail di tipo julep
- Argentine Julep
- Brandy Julep
- Brandy Mint Julep
- Champagne Julep
- Cherry Julep
- Dixie Julep
- Georgia Mint Julep
- Gin Julep
- Joscoe Julep
- Manila Hotel Julep
- Mint Julep
- Mint Julep Southern Style
- Mojito
- Peach Brandy Julep
- Rum Julep
- Rum Julep Variation
- Santiago Julep
- Southern Mint Julep
- Vandermint Julep